# El Vínculo (paroisse civile)
Pour les articles homonymes, voir El Vinculo.
El Vínculo est l'une des neuf paroisses civiles de la municipalité de Falcón dans l'État de Falcón au Venezuela. Sa capitale est El Vínculo.

## Géographie
Outre sa capitale El Vínculo, la paroisse civile comporte les localités suivantes :
- Barrialito
- Cabo San Román
- El Pozón
- Jurujurebo
- La Loma
- Las Carmelitas
- Las Cumaraguas
- Puerto Escondido
- Punta de Barco
- San Juan
- Santa María
- Yaima